# Термаль

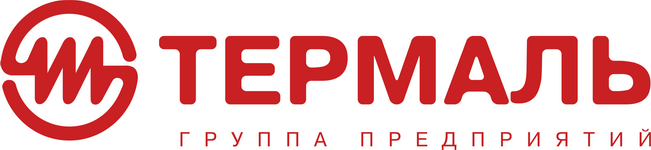

ЗАО «Концерн „Термаль“» — завод в Нижнем Новгороде, производитель электротермического оборудования для судов, железнодорожного транспорта и компаний, представляющих сегмент общественного питания.

## История

### Основание механического завода
- 26 апреля 1857 года Московский купец 2-й гильдии Иван Савельевич Колчин начал строительство «механического заведения с судостроительной верфью» на берегу реки Волги[1], который к 1861 году имел пять корпусов, одну паровую машину и 28 станков. Весной 1858 года выполнен первый заказ — пароход «Товарищ».
- 1872 года 22-летний механик завода Василий Иванович Калашников, принятый на завод в 1870 году, построил паровую машину — «компаунд», опередив в этой области ведущие иностранные судостроительные фирмы на 14—15 лет. Новая паровая машина была установлена на пароходе «Истобенец».
- 1877 год. После смерти основателя завода И. С. Колчина завод перешёл в наследство казанскому I гильдии купцу Устину Саввичу Курбатову[2].
- 1882 год. На Всероссийской промышленно-художественной выставке в Москве продукция завода удостоена золотой медали «за развитие судостроительного дела на берегах р. Волги и за отличное выполнение пароходных паровых машин согласно современным требованиям русского речного судоходства».
- 1885 год. Форсунка для более экономного сжигания мазута в топках, изобретённая Калашниковым в 1883 году, экспонировалась на Нижегородской кустарной выставке. Василий Иванович был удостоен за неё золотой медали Русского технического общества.
- 1886 год. С завода вышел пароход «Всеволод» с машиной тройного расширения пара. Новатор впервые создал пароходные машины компаунд тройного расширения мощностью в 400, 800 и даже 1000 лошадиных сил, которые повысили роль речного транспорта на центральной Артерии России.
- 1896 год. Крупнейший нижегородский механический завод торгового дома «У. С. Курбатова наследники» за широкое развитие постройки пароходных машин и котлов и за постоянное их усовершенствование был удостоен высшей награды — права изображения Государственного герба Российской империи.

### Курбатовский завод в периодреволюции
- 1911 год. К этому времени построено несколько десятков винтовых баркасов, а также стационарное машинокотельное оборудование для разных предприятий; более ста пароходов различного назначения — буксирных, буксиро-пассажирских и грузопассажирских, в том числе «Сарапулец», «Чеченец», «Добрый» (на котором служил «мальчиком» юный Алеша Пешков).

- 1917 год, март. По требованию рабочих, меньшевистский совет депутатов ввёл восьмичасовой рабочий день.
- 1918 год. 20 июня предприятие национализировано и передано Нижегородскому правлению водного транспорта Волжского бассейна. За период с 1918 по 1920 годы заводчане вооружили, переоборудовали и отремонтировали до тридцати боевых единиц Волжской военной флотилии, в том числе баржу-форт «Серёжа», канонерскую лодку «Борец за свободу», штабной корабль «Ваня-коммунист».
- 1919 год. Состоялась торжественная закладка трёх барж-баркасов грузоподъёмностью по 3000 тонн каждая. Рабочие приняли первое в истории завода социалистическое обязательство: сдать суда волгарям уже в навигации будущего 1926 года. Обязательство было выполнено.
- 1923 год, 24 апреля. Завод был переименован в «Механический завод имени Владимира Ульянова», где начали строиться пароходные судовые машины, подъемные паровые машины для шахт и рудников, различные паровые насосы, производилась чугунная и медная отливка и другая продукция.
- 1925 год, декабрь. Состоялась торжественная закладка трёх барж-баркасов грузоподъемностью по три тысячи тонн каждая. Ульяновцы приняли первое в истории завода социалистическое обязательство, поразившее своей смелостью: сдать суда волгарям к навигации будущего 1926 года.
- 1930 год. Завод стал учебной базой № 1 Нижегородского автозаводстроя, где обучали профессиям станочников и слесарей, литейщиков и кузнецов.

### Завод имени В. Ульянова в годы Великой Отечественной войны
В годы Великой Отечественной войны предприятие перестроилось на выпуск продукции для фронта. В сентябре 1941 года освоен массовый выпуск зажигательных авиабомб «А 50», электрооборудования для подводных лодок и торпедных катеров, блоков шестерен для танков «Т-34» и другой оборонной продукции.
В 1942 году на заводе приступили к выпуску нового вида продукции — трубчатых электронагревателей (ТЭН).

### Реконструкция и переоснащение
- 1958 год. Проводится реконструкция предприятия и строительство новых корпусов на территории Приокского района.
- 1964 год. На новой площадке вступил в строй лабораторно-экспериментальный корпус (ЛЭК). На заводе создано бюро нестандартного оборудования под руководством О. Г. Круглова, в котором разрабатываются новые конструкции для производства ТЭНов и основанной на их использовании продукции. Эта продукция впоследствии была аттестована государственным знаком качества.
- 1970 год. Завод переехал на новое место, новые корпуса из стекла, стали и бетона, новое название — «Термаль».
- 1977 год. На заводе внедрены металлообрабатывающие станки с числовым программным управлением. Также началось освоение новых площадей — товаров народного потребления. Продолжается начатое в 1975 и 1976 годах внедрение электрополирования деталей из нержавеющей стали и из латуни, замена обычного, электролитичесого способа хромирования методом нанесения хрома из металлоорганических соединений в вакууме. Свыше 86 % изделий народного потребления выходило с завода под государственным знаком качества. Это электрические чайники, самовары и малогабаритные кипятильные наборы «Сувенир».
- 1993 год. Состоялось первое собрание акционеров ОАО «Термаль». Начат выпуск утюгов по лицензии фирмы «Sanyo».
- 1991—1995 годы. Распад СССР. Приостанавливается строительство флота. На «Термаль» сокращается работа цехов, заканчивается производство новых изделий.

### Этап модернизации и роста
- 2002 год. «Термаль» возглавил новый генеральный директор Владимир Анатольевич Буланов. В соответствии с планом реструктуризации создана управляющая компания «Концерн „Термаль“» и ряд дочерних структур. Благодаря большим вложениям и усилиям специалистов всех уровней начался рост объёмов производства. Количество рабочих мест на предприятии увеличилось вдвое.
- Система менеджмента качества сертифицирована на соответствие международному стандарту ИСО 9001:2000
- 2003 год. Началась модернизация проточных водонагревателей и кипятильников, в 3 раза расширена номенклатура. В серийное производство запущена линейка накопительных водонагревателей и модельный ряд тепловентиляторов. Разработаны опытные образцы проточных водонагревателей, электрокалорифера, тепловых завес и электроконвекторов. Усовершенствованы ТЭН, электроплита ПЭЖ-4 и кипятильник электрический непрерывного действия.
- 2005 год. Начато оснащение современным оборудованием производства Бельгии, Германии, Японии — Trumatic, ShadeMaster, TruLaser, Trumpf, Amada.
- 2006—2007 годы. Предприятие стало выпускать продукцию для железной дороги —оборудования для вагон-ресторанов, четырёх- и шестиконфорочные плиты, парокоррекционные станции и материал для отделки интерьера вагонов. Серийные поставки плит ПЭК-6 для вагонов-ресторанов на Новороссийский вагоноремонтный завод, Воронежский вагоноремонтный завод, в Литву.
- 2008 год. Начало разработки кипятильников ККВ-13 для железной дороги.
- 2009 год. Разработка плит ПЭ-4Ж, ПЭ-6К и котлов отопления для железной дороги, начало серийных поставок. Презентация новой продукции: КЭНД 100-03, 50-03; КЭНД 100-04; БЭ 20/3.
- 2010 год. Начало выпуска серии модернизированных кипятильников электрических непрерывного действия КЭНД 100-03, 50-03; 100-04 и баков электрических наливного типа БЭ 15/3, 20/3,25/3, 30/3. Освоено производство новых изделий — станций пароконвекционных серии ПКС для вагонов-ресторанов.
- 2015 год. ЗАО «Концерн „Термаль“» в рамках ОКР с АО «ЦКБ МТ „Рубин“» успешно завершило выполнение составной части опытно-конструкторской работы по созданию камбузного оборудования нового поколения. Созданное камбузное оборудование предназначено для осуществления полного цикла питания личного состава надводных кораблей и др. Изделия в целом спроектированы с учётом многолетнего опыта эксплуатации аналогичного оборудования в реальных условиях, а также с использованием последних достижений современной отечественной науки и техники.
- 2017 год, 4 июля. ЗАО «Концерн „Термаль“» успешно прошло проверку (аудит) АО «ОСК». По результатам аудиторской проверки оценка ЗАО «Концерн „Термаль“» составила 81,3 балла, предприятие отнесено к категории А (предприятие с низкой степенью риска).

## Партнёры
- ПАО «Газпром»
- ОАО «РЖД»
- ПАО «НК „Роснефть“»
- ПАО «Завод „Красное Сормово“»